# Horst Fantazzini
Horst Fantazzini (Altenkessel, 4 marzo 1939 – Bologna, 24 dicembre 2001) è stato un criminale e scrittore italiano.

## Biografia
Horst Fantazzini nasce nel quartiere di Altenkessel a Saarbrücken, in Germania, vicino al confine con la Francia, il 4 marzo del 1939, figlio di Alfonso Fantazzini, un anarchico italiano soprannominato Libero, e di Bertha Heinz, un'operaia tedesca. 
Per poter finanziare il proprio gruppo di attivisti anarchici, il padre si improvvisava rapinatore, attirandosi, di conseguenza, le attenzioni dell'OVRA, cosicché si era rifugiato dapprima nella Germania nazista (ove aveva conosciuto la compagna Bertha mettendo su famiglia) e successivamente in Francia. Il padre tuttavia era perennemente latitante e la famiglia viveva ad Altenkessel in uno stato di profonda miseria.
Nel 1945, alla fine della guerra, la famiglia si riunisce stabilendosi definitivamente a Bologna, città natia di Libero. Dopo una breve carriera da ciclista, Horst Fantazzini svolge diversi mestieri, tra i quali operaio e fattorino sotto contratto di apprendista, finché nel 1960, attratto dalle gesta di Jules Bonnot, compie la sua prima rapina. Da quel momento compie una lunga serie di rapine, per lo più in banca, in vari Paesi europei, accompagnate da modi pacifici e non-violenti che gli valgono il soprannome di "rapinatore gentiluomo" . 
Arrestato più volte in Francia ed in Italia, tenta nel 1973 un'evasione dal carcere di Fossano, conclusasi con una sparatoria nella quale vengono ferite tre guardie carcerarie ed egli stesso rimane in fin di vita.
Nel 1976 l'editore veronese Giorgio Bertani, su interessamento di Franca Rame, pubblica, a cura di Soccorso Rosso Militante e con presentazioni di Franca Ongaro e della moglie Anna Fantazzini, Ormai è fatta!, libro-cronaca della sua evasione. Nella seconda metà degli anni settanta Horst Fantazzini si avvicina ai terroristi in carcere, continuando in estrosi quanto inutili tentativi di evasione. Accumulate condanne fino al 2019, ottiene, anche grazie al successo del film a lui dedicato, con Stefano Accorsi nella parte di Horst, periodi di semilibertà, durante uno dei quali, il 19 dicembre 2001, compie un'ultima rapina con fuga in bicicletta e definitivo arresto, seguito a distanza di pochi giorni dalla morte per aneurisma aortico addominale, avvenuta all'età di 62 anni nell'infermeria del carcere della Dozza di Bologna.
È sepolto alla Certosa di Bologna.

## Film riguardanti Horst Fantazzini
- Ormai è fatta! (1999) di Enzo Monteleone